# Потоси
Потосѝ (на испански: Potosí) е град в Боливия, столица на едноименния департамент Потоси. Потоси е най-високия обитаван град в света с население над 100 000 жители.

## Географско разположение
Градът е разположен на 3967 m над морското ниво и има население 140 281 жители от преброяването през 2005 г.